# Chinees schrift
Het Chinese schrift (vereenvoudigd Chinees: 汉字; traditioneel Chinees: 漢字; pinyin: hànzì; IPA: [xân.tsɹ̩̂], 'Chinees karakter') is een logografisch schrift bestaande uit karakters dat wordt gebruikt om de Chinese talen te schrijven. De karakters zijn onder te verdelen in traditionele en vereenvoudigde karakters. De vereenvoudigde karakters zijn aangepast om ook een aantal andere Aziatische talen te schrijven. Het Chinese schrift is het oudste continu gebruikte schrift ter wereld. Vanwege het wijdverspreide huidige gebruik in Oost-Azië en historisch gebruik in de hele Sinosfeer, behoort het Chinese schrift tot de meest gebruikte schriften ter wereld. Er zijn tienduizenden Chinese karakters, hoewel de meeste daarvan grafische varianten zijn met maar kleine verschillen, die alleen in historische teksten voorkomen. In tegenstelling tot een alfabet, associeert een logografisch schrift elk logogram met een volledig geluid en kan het dus in sommige aspecten worden vergeleken met een syllabisch schrift. Chinese karakters blijven een belangrijk onderdeel van het Japanse schrift waarin ze bekend staan als kanji. 
In tegenstelling tot het Oudchinees, waarin de meeste woorden eenlettergrepig zijn, bestaan de meeste woorden in het modern Chinees uit twee lettergrepen. Om zo'n woord op te schrijven worden twee tekens gebruikt. Een teken komt bijna altijd overeen met een lettergreep, die tevens een morfeem is. Er zijn echter enkele uitzonderingen op deze regel, waaronder bisyllabische morfemen (geschreven met twee karakters), bimorfemische lettergrepen (geschreven met twee karakters) en gevallen waarin een enkel karakter een polysyllabisch woord of zin vertegenwoordigt.
Het modern Chinees beschikt over veel homofonen; dus dezelfde gesproken lettergreep kan, afhankelijk van de betekenis, door veel tekens worden vertegenwoordigd. Een enkel teken kan ook een reeks betekenissen hebben, die soms ook heel verschillend zijn. Ook kan hetzelfde teken verschillende uitspraken hebben. Cognaten in de verschillende Chinese talen worden over het algemeen met hetzelfde teken geschreven. In andere talen, tegenwoordig het meest significant in het Japans en ook wel in het Koreaans, worden Chinese karakters gebruikt om Chinese leenwoorden weer te geven, om inheemse woorden onafhankelijk van de Chinese uitspraak weer te geven (bijvoorbeeld kunyomi in het Japans), en als puur fonetische elementen gebaseerd op hun uitspraak in de historische Chinese taal waaruit ze zijn overgenomen. Deze buitenlandse uitvoeringen van de uitspraak van de Chinese karakters staan bekend als Sino-Xenische uitspraken en zijn nuttig geweest bij de reconstructie van het Middelchinees. 

## Beschrijving
Chinese geleerden hebben de Chinese karakters (hànzì) traditioneel ingedeeld in zes typen op basis van hun etymologie:

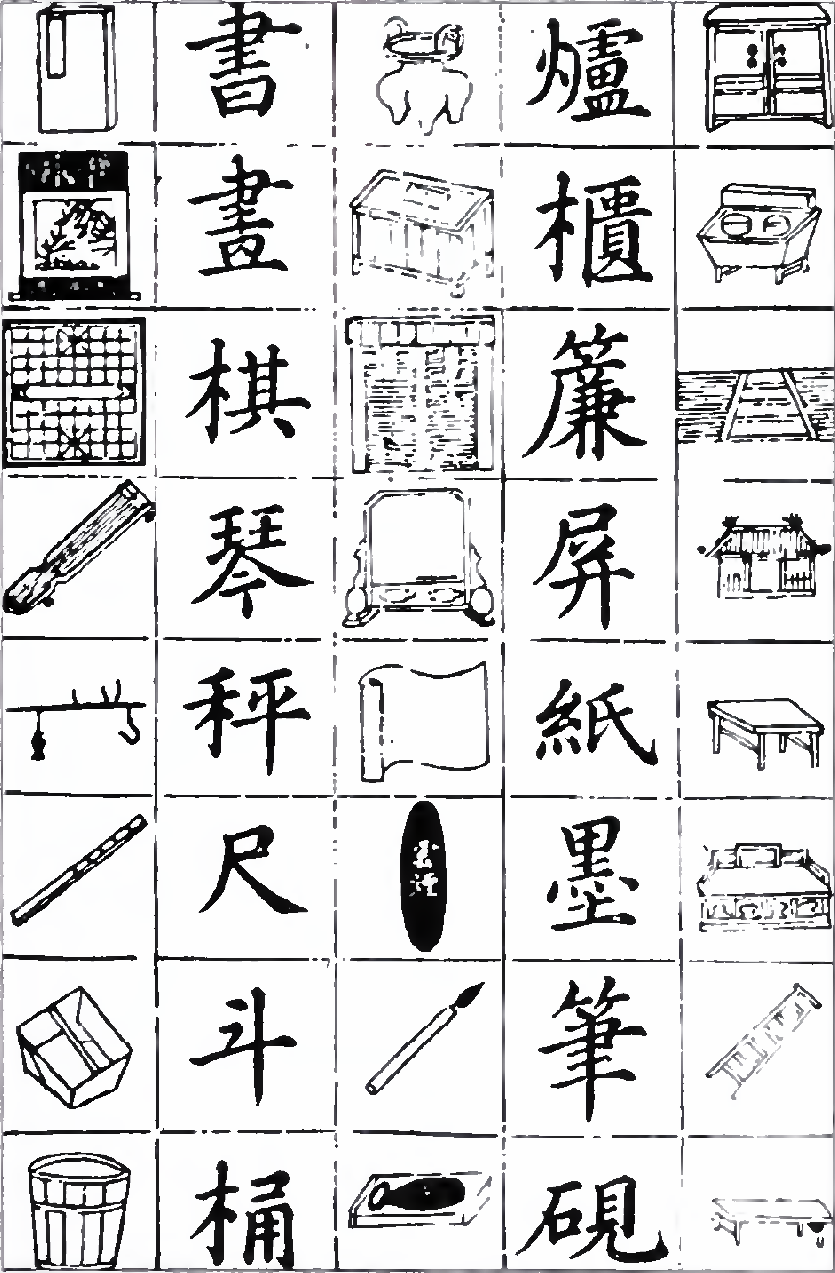
Uittreksel uit een inleiding van 1436 op Chinese karakters

1. Pictogrammen, die picturale vertegenwoordigingen zijn van het weergegeven morfeem, bijv. 山 voor 'berg'.
2. Ideogrammen, die proberen abstracte begrippen te visualiseren, zoals 上 'omhoog' en 下 'beneden'. Ook beschouwd als ideogrammen zijn pictogrammen met een ideografische indicator; bijvoorbeeld 刀 is een pictogram dat 'mes' betekent, terwijl 刃 een ideogram is dat 'lemmet' betekent.
3. Samengestelde ideogrammen, waarbij elk onderdeel van het teken (radicaal genoemd) verwijst naar de betekenis. Bijvoorbeeld 休 'rust' is samengesteld uit de karakters voor 'persoon' (人) en 'boom' (木), met het beoogde idee dat iemand tegen een boom leunt, dat wil zeggen rustend.
4. Fonogrammen, waarbij het ene onderdeel (het radicaal) de algemene betekenis van het teken aangeeft, en het andere (fonetische) onderdeel de uitspraak aanduidt. Een voorbeeld is 樑 liáng, waar het fonetische onderdeel 梁 liáng, de uitspraak aan het karakter geeft en het radicaal 木 ('hout') de betekenis van 'steunbalk' aangeeft. Tekens van dit type vormen ongeveer 90% van de Chinese logogrammen.[8]
5. Tekens met veranderde annotatie zijn tekens die oorspronkelijk hetzelfde teken waren, maar zijn afgesplitst door orthografische en vaak semantische verschuiving. Bijvoorbeeld 樂 kan zowel 'muziek' (yuè) en 'plezier' (lè) betekenen.
6. Geïmproviseerde tekens worden gebruikt wanneer een inheems woord in de spreektaal geen corresponderend teken heeft, en daarom wordt een ander teken met hetzelfde of een soortgelijk geluid (en vaak een betekenis die erbij in de buurt komt) "geleend"; af en toe kan de nieuwe betekenis de oude betekenis vervangen. Bijvoorbeeld, 自 was vroeger een pictografisch woord dat 'neus' betekende, maar werd geleend om 'zelf' aan te duiden, en wordt nu bijna uitsluitend gebruikt voor deze betekenis; de oorspronkelijke betekenis overleeft alleen in standaardzinnen en meer archaïsche samenstellingen. De Japanse Kanji worden beschouwd als van dit type teken. Bijvoorbeeld: Japans 仮名; 仮 is een vereenvoudigde vorm van Chinees 假 gebruikt in Korea en Japan, en 假借 is de Chinese naam voor dit type.

De eerste twee typen zijn "enkel-lichaam", wat betekent dat het karakter onafhankelijk van andere karakters is gecreëerd. "Enkel-lichaam"-pictogrammen en ideogrammen vormen slechts een klein deel van de Chinese logogrammen. Productiever voor het Chinese schrift waren de twee samenstellingsmethoden, dat wil zeggen dat het karakter is gecreëerd door verschillende karakters samen te voegen. Ondanks dat ze "samenstellingen" worden genoemd, zijn deze logogrammen nog steeds één karakter en nemen evenveel ruimte in als elk ander logogram. De laatste twee typen zijn methoden voor het gebruik van karakters, in plaats van de formatie van karakters zelf. De meest productieve methode voor het Chinese schrift, de radicaal-fonetische methode, werd mogelijk gemaakt door bepaalde verschillen in het fonetische systeem van lettergrepen te negeren. In het Oudchinees werden medeklinkers na het einde van de finale /s/ en /ʔ/ meestal genegeerd; deze ontwikkelden zich tot tonen in het Middelchinees, die eveneens werden genegeerd bij het creëren van nieuwe tekens. Eveneens genegeerd waren verschillen in aspiratie (tussen geaspireerde versus niet-geaspireerde obstruenten, en stemhebbende versus stemloze sonoranten); het verschil tussen lettergrepen van type A en type B in het Oudchinees (vaak beschreven als aanwezigheid versus afwezigheid van mouillering of faryngalisering ); en soms het het stemhebbend uitspreken van initiële obstruenten en/of de aanwezigheid van een mediale /r/ na de initiële medeklinker. Vroeger werd er in het algemeen meer vrijheid van uitspraak toegestaan. In de tijd van het Middelchinees kwamen nieuw gecreëerde karakters meestal exact overeen met de uitspraak, behalve de toon - vaak door als fonetische onderdeel een teken te gebruiken dat zelf een radicaal-fonetische samenstelling is.
Vanwege de lange periode van taalevolutie van het Chinees zijn dergelijke "onderdelen-hints" in de tekens (zoals aangeduid door de radicaal-fonetische samenstellingen) soms nutteloos en kunnen ze misleidend zijn in modern gebruik. Bijvoorbeeld, gebaseerd op 每 'elk', uitgesproken als měi in Standaardmandarijn, zijn de karakters 侮 ('vernederen'), 悔 ('betreuren'), en 海 ('zee'), uitgesproken respectievelijk wǔ, huǐ en hǎi in het Mandarijn. Drie van deze karakters werden heel vergelijkbaar uitgesproken in het Oudchinees - [mˤə] (每), [m̥ˤə] (悔) en [m̥ˤə] (海) volgens een recente reconstructie door William H. Baxter en Laurent Sagart - maar door klankverschuiving in de tussenliggende 3000 jaar (inclusief twee verschillende dialectale ontwikkelingen, in het geval van de laatste twee tekens) worden de karakters nu heel verschillend uitgesproken.
Een teken staat in het Mandarijn Chinees meestal niet gelijk aan een woord: de meeste woorden bestaan uit twee of meer tekens. Om de betekenis van het hele woord te begrijpen, is het meestal niet genoeg om alleen de betekenis van elk van de twee tekens te weten. Zo is 经 besturen, 济 is helpen, maar de combinatie 经济 betekent economie.

## Geschiedenis

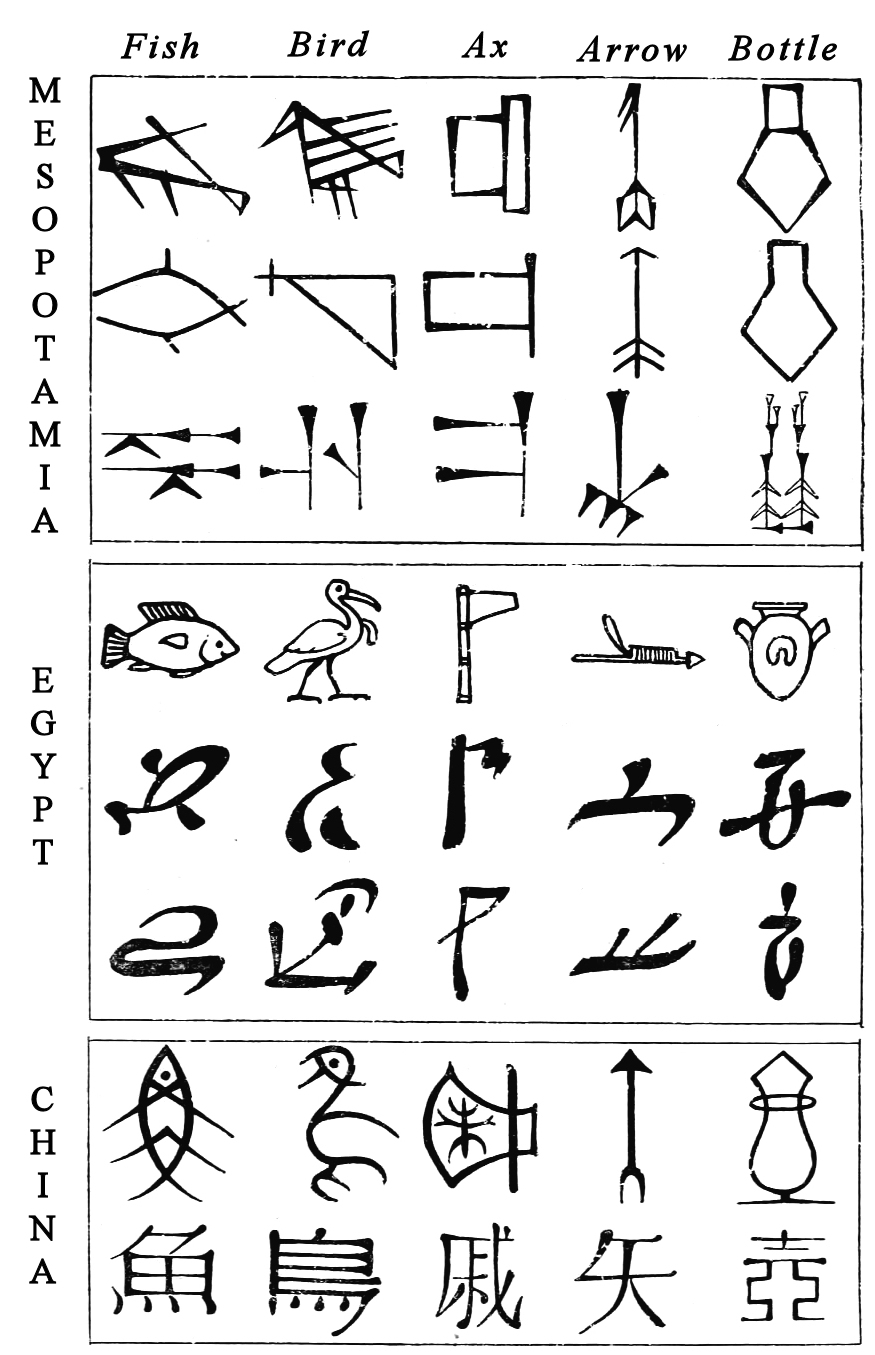
Vergelijkende evolutie van pictogrammen naar abstracte vormen, in spijkerschrift, Egyptische en Chinese karakters

### Oorsprong
Volgens een legende zijn Chinese karakters uitgevonden door Cangjie, een bureaucraat onder de legendarische Gele Keizer. Geïnspireerd door zijn studie van de dieren van de wereld, het landschap van de aarde en de sterren aan de hemel, zou Cangjie symbolen hebben uitgevonden genaamd 字 zì - de eerste Chinese karakters. De legende luidt dat op de dag dat de karakters werden gecreëerd, graan uit de lucht regende en dat de mensen die nacht geesten en demonen hoorden huilen omdat de mensen niet langer bedrogen konden worden.
In de afgelopen decennia zijn er een reeks gegraveerde tekens en afbeeldingen gevonden bij neolithische vindplaatsen in China, waaronder Jiahu (ca. 6500 v.chr.), Dadiwan en Damaidi uit het 6e millennium v.chr. en Banpo (5e millennium v.chr.). Vaak gaan deze vondsten vergezeld met nieuwsberichten die het vermeende begin van het Chinese schrift met duizenden jaren terugdringen. Echter, omdat deze tekens individueel voorkomen, zonder enige impliciete context, en grof en eenvoudig zijn gemaakt, concludeerde Qiu Xigui dat "we hebben geen bewijs om te concluderen dat deze tekens een schrift waren, noch is er reden om te concluderen dat ze de voorouder waren van de Chinese karakters van de Shang-dynastie."  De tekens demonstreren echter wel een geschiedenis van het gebruik van tekens in de vallei van de Gele Rivier tijdens het Neolithicum tot en met de Shang-periode.

### Orakelbottenschrift
Het vroegste vastgestelde bewijs van het Chinese schrift dat tot nu toe is ontdekt, is de verzameling van inscripties gekerfd op bronzen potten en orakelbotten uit de late Shang-dynastie (ca. 1250–1050 v.chr.). De vroegste hiervan dateert van rond 1200 v.chr. In 1899 werden stukjes van deze botten verkocht als "drakenbotten" voor medicinale doeleinden, toen geleerden de symbolen erop identificeerden als Chinees schrift. In 1928 was de bron van de botten te herleiden tot een dorp in de buurt van Anyang in de provincie Henan, dat tussen 1928 en 1937 door de Academia Sinica werd uitgegraven. Er zijn meer dan 150.000 fragmenten gevonden.

Ossenschouderblad met orakelbotteninscriptie

Orakelbotteninscripties zijn verslagen van waarnemingen die in communicatie met de geesten van koninklijke voorouders zijn uitgevoerd. De kortste zijn slechts enkele karakters lang, terwijl de langste dertig tot veertig karakters lang zijn. De Shang-koning communiceerde met zijn voorouders over onderwerpen met betrekking tot de koninklijke familie, militair succes, weersvoorspellingen, rituele offers en aanverwante onderwerpen door middel van scapulimantie (waarzeggerij met gebruik van schouderbladen), en de antwoorden werden vastgelegd op het voorwerp van waarzeggerij zelf (het schouderblad).
Het orakelbottenschrift is een goed ontwikkeld schrift, wat suggereert dat de oorsprong van het Chinese schrift eerder ligt dan het late tweede millennium v.chr. Hoewel deze waarzeggende inscripties het vroegst overgebleven bewijs zijn van oud Chinees schrift, wordt algemeen aangenomen dat schrijven ook werd gebruikt voor vele andere niet-officiële doeleinden, maar dat het materiaal waarop andere teksten werden geschreven - waarschijnlijk hout en bamboe - minder duurzaam was dan bot en schildpadschild, en sindsdien is weggerot.

### Bronstijd: parallelle schriftvormen en geleidelijke evolutie

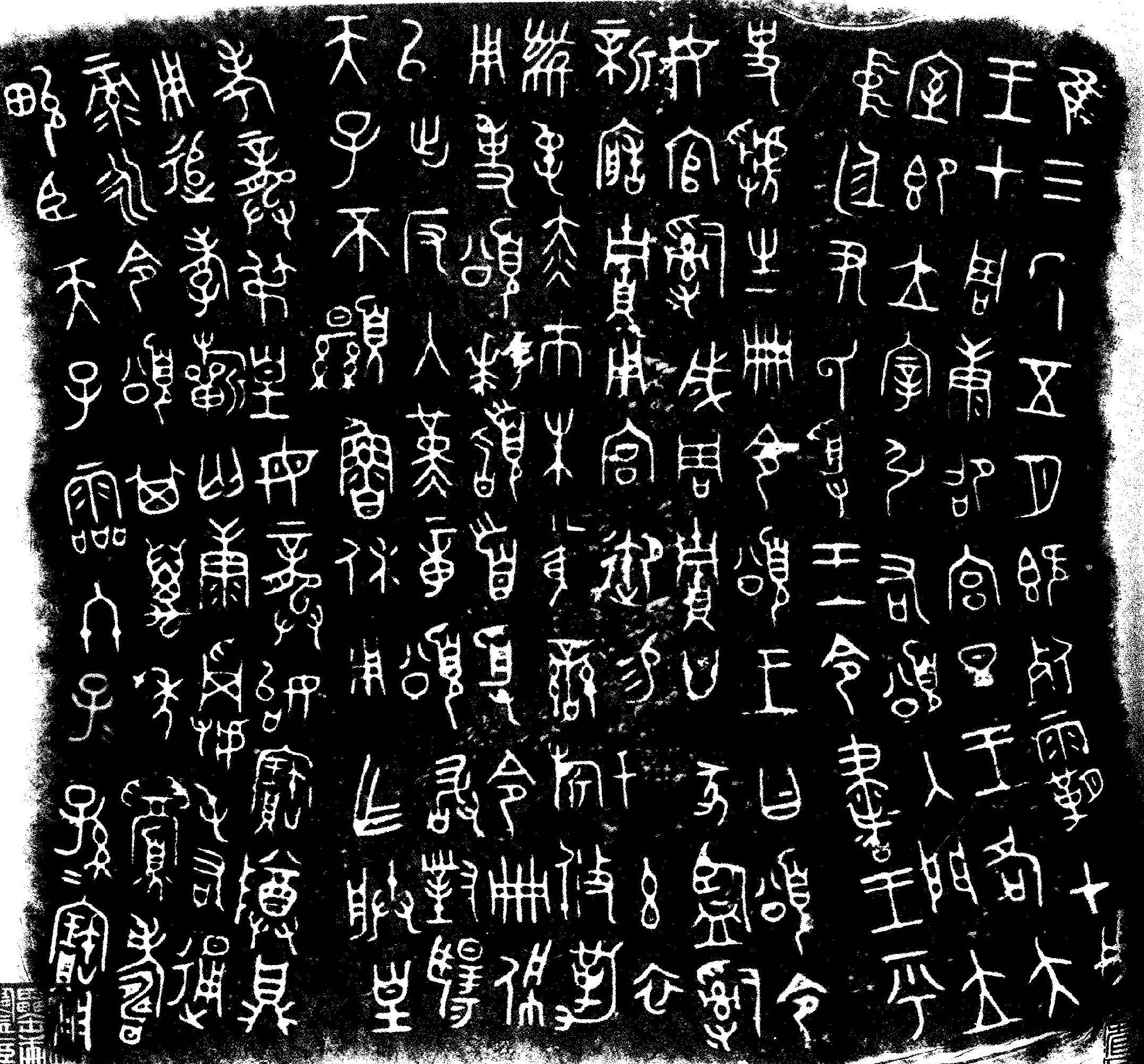
Chinese tekens op een inscriptie uit ca. 900 voor Christus

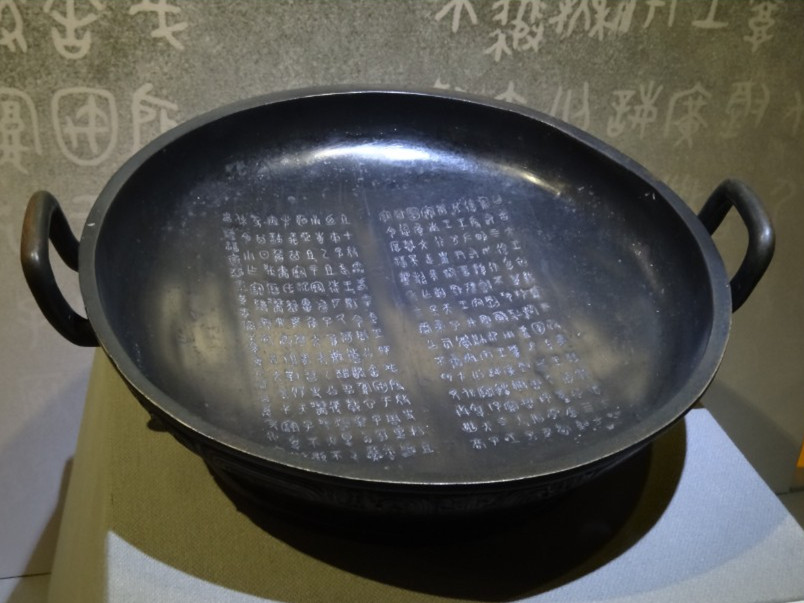
De Shi Qiang-pan, een bronzen ritueel bassin uit ongeveer 900 voor Christus. Lange inscripties aan de oppervlakte beschrijven de daden en deugden van de eerste zeven Zhou-koningen.

Het traditionele beeld van een geordende reeks schriften, die allemaal plotseling zijn uitgevonden en vervolgens het vorige schrift volledig hebben vervangen, is overtuigend ontkracht door de archeologische vondsten en wetenschappelijk onderzoek van de latere 20e en vroege 21e eeuw. Geleidelijke evolutie en het naast elkaar bestaan van twee of meer schriften was vaker het geval. Al in de Shang-dynastie bestond het orakelbottenschrift naast het normale schrift voor bamboe-boeken (bewaard in typische bronsinscripties) als een vereenvoudigde schriftvorm, naast de royaal uitgewerkte picturale vormen (vaak clanemblemen) die op veel bronswerken te vinden zijn. 
Op basis van studies van deze bronzen inscripties is het duidelijk dat, van het schrijven van de Shang-dynastie tot dat van de Westelijke Zhou-dynastie en de vroege Oostelijke Zhou-dynastie, het reguliere schrift zich langzaam en ononderbroken ontwikkelde tot het de vorm aannam die nu bekend staat als het zegelschrift in de late Oost-Zhou in de staat Qin, zonder duidelijke scheidingslijn. Ondertussen waren ook andere schriften geëvolueerd, vooral in de oostelijke en zuidelijke gebieden tijdens de late Zhou-dynastie, met inbegrip van regionale vormen, zoals de gǔwén ("oude vormen") van de oostelijke Strijdende Staten bewaard als varianten in het Han-dynastie-karakterwoordenboek Shuowen Jiezi, evenals decoratieve vormen zoals het vogel-worm-zegelschrift.

### Eenwording: zegelschrift, vulgair schrift en proto-klerkenschrift
Het zegelschrift, dat tijdens de oostelijke Zhou-dynastie langzaam was geëvolueerd in de staat Qin, werd gestandaardiseerd en aangenomen als het formele schrift voor heel China tijdens de Qin-dynastie (wat leidde tot een populaire misvatting dat het destijds was uitgevonden), en werd nog veel gebruikt voor decoratieve gravures en zegels (naamstempels of zegelringen) in de periode van de Han-dynastie. Ondanks de standaardisatie van het schrift door de Qin-dynastie, bleef er echter meer dan één schrift in gebruik. Bijvoorbeeld, een weinig bekend, rechtlijnig en grof uitgevoerd soort van ordinair of algemeen (vulgair) schrift bestond eeuwenlang naast het meer formele zegelschrift in de Qin-staat, en de populariteit van dit vulgaire schrift groeide naarmate schrijven zelf meer voorkwam. Tijdens de Periode van de Strijdende Staten, had een vroege vorm van het klerkenschrift genaamd "vroegklerkenschrift" of "proto-klerkenschrift" reeds ontwikkeld in de staat van Qin op basis van het vulgaire schrift en invloeden van het zegelschrift. Het naast elkaar bestaan van de drie schriften, klein zegelschrift, vulgair schrift en proto-klerkenschrift (waarbij het laatste geleidelijk evolueert tot het klerkenschrift tussen de Qin en de vroege Han-dynastieën) druist in tegen de traditionele overtuiging dat de Qin-dynastie slechts één schrift had en dat klerkenschrift plotseling werd uitgevonden in de vroege Han-dynastie op basis van het kleine zegelschrift. 

### Han-dynastie

#### Evolutie van proto-klerkenschrift naar klerkenschrift
Het proto-klerkenschrift, dat tegen de tijd van de Periode van de Strijdende Staten uit het vulgaire Qin-schrift was voortgekomen, werd geleidelijk volwassener en in de vroege West-Han-periode verschilde het niet veel van dat van de Qin. Onlangs ontdekte bamboestroken laten zien dat het schrift een volwassen klerkenschrift was geworden tegen het midden tot einde van het bewind van keizer Wu van de Westelijke Han, die regeerde van 141 tot 87 v.chr. 

#### Klerkenschrift en cursief klerkenschrift
In tegenstelling tot wat vaak wordt gedacht dat er slechts één schrift per periode was, waren er in feite tijdens de Han-periode meerdere schriften in gebruik. Hoewel volwassen klerkenschrift, ook wel 八分 bāfēn  schrift genoemd, in die tijd dominant was, werd een vroeg type cursief schrift ook al door de Han gebruikt vanaf minstens 24 v.chr. (in de zeer late West-Han-periode), met cursieve vormen die destijds populair waren, evenals vele elementen uit het vulgaire schrift van de Strijdende Staat van Qin. Tegen de tijd van de Oostelijke Jin-dynastie werd dit Han-cursief bekend als 章草 zhāngcǎo (tegenwoordig ook bekend als 隶草 / 隸草 lìcǎo), of in het Nederlands soms cursief klerkenschrift of oud cursiefschrift. Sommigen zijn van mening dat de naam (gebaseerd op 章 zhāng wat "ordelijk" betekent) is ontstaan omdat het schrift een meer geordende vorm was  van het cursief dan de moderne vorm, dat ontstond tijdens de Oostelijke Jin-dynastie en nog steeds in gebruik is, de zogenaamde 今草 jīncǎo of "modern cursief". 

#### Nieuwklerkenschrift
Rond het midden van de Oostelijke-Han-periode  verscheen een vereenvoudigde en gemakkelijker te schrijven vorm van klerkenschrift, die Qiu "nieuwklerkenschrift" noemt (新隶体 / 新隸體 xīnlìtǐ).  Tegen het einde van de Oostelijke-Han was dit het dominante dagelijkse schrift geworden,  hoewel het formele, volwassen bāfēn 八分 bāfēn klerkenschrift in gebruik bleef voor formele werken zoals gegraveerde stèles. Qiu beschrijft dit nieuwklerkenschrift als een overgang tussen klerkenschrift en regulier schrift,  en het bleef in gebruik via de Cao Wei en Jin-dynastieën.

#### Semi-cursief
Tegen het einde van de Oost-Han-periode verscheen een vroege vorm van semi-cursiefschrift, wat ontwikkelde uit een cursief geschreven vorm van nieuwklerkenschrift en eenvoudig cursiefschrift.  Dit semi-cursiefschrift werd traditioneel toegeschreven aan Liu Desheng c. 147–188 v.chr,, hoewel dergelijke toeschrijvingen verwijzen naar vroege meesters van een schrift in plaats van naar hun echte uitvinders, aangezien de schriften over het algemeen in de loop van de tijd evolueerden. Qiu geeft voorbeelden van vroeg semi-cursiefschrift, wat aantoont dat het een algemeen verbreide oorsprong had in plaats van puur Liu's uitvinding te zijn.

### Wei tot Jin-periode

#### Regulier schrift
Het reguliere schrift is toegeschreven aan Zhong Yao (c. 151–230 n.chr.), tijdens de periode aan het einde van de Han-dynastie in de staat Cao Wei. Zhong Yao wordt de "vader van het reguliere schrift" genoemd. Sommige geleerden veronderstellen echter dat één persoon alleen geen nieuw schrift had kunnen ontwikkelen dat universeel werd aangenomen, maar alleen een bijdrage had kunnen leveren aan de geleidelijke vorming ervan. De vroegste overgebleven teksten die in regulier schrift zijn geschreven, zijn kopieën van Zhong Yao's werken, waaronder ten minste een kopie van Wang Xizhi. Dit nieuwe schrift, dat het dominante moderne Chinese schrift is, ontwikkelde zich uit een net geschreven vorm van vroeg semi-cursief schrift, met toevoeging van de (顿 / 頓 dùn) pauzetechniek om horizontale streken te beëindigen, plus zware staarten op rechts naar beneden gaande streken. Dus, het vroege reguliere schrift kwam voort uit een nette, formele vorm van semi-cursief schrift, dat zelf voortkwam uit nieuwklerkenschrift (een vereenvoudigde, gemakkelijke vorm van klerkenschrift). Vervolgens ontwikkelde het verder in de Oostelijke Jin-dynastie in de handen van de "Meester van Kalligrafie", Wang Xizhi, en zijn zoon Wang Xianzhi. Het was in die tijd echter niet wijdverbreid en de meeste schrijvers bleven het nieuwklerkenschrift, of een ietwat semi-cursieve vorm ervan gebruiken voor het alledaagse schrijven, terwijl het conservatieve bafen klerkenschrift in gebruik bleef op sommige stèles, naast wat semi-cursiefschrift, maar voornamelijk nieuwklerkenschrift.

#### Modern cursief
Ondertussen kwam het moderne cursieve schrift langzaam naar voren uit het cursieve klerkenschrift (zhāngcǎo) tijdens de Cao Wei tot Jin-periode, onder invloed van zowel semi-cursief als het nieuw verschenen reguliere schrift. Cursief werd geformaliseerd in de handen van een paar meester kalligrafen, van wie de meest bekende en invloedrijke Wang Xizhi was. 

### Dominantie en ontwikkeling van regulier schrift
Pas in de tijd van de Zuidelijke en Noordelijke Dynastieën kreeg het reguliere schrift de dominante status. Gedurende die periode bleef het reguliere schrift stilistisch evolueren en bereikte het volledige volwassenheid in de vroege Tang-dynastie. Sommigen noemen de geschriften van de vroege Tang-kalligraaf Ouyang Xun (557–641) het eerste volwassen reguliere schrift. Hierna waren er geen belangrijke evolutiestadia meer voor het reguliere schrift, hoewel de ontwikkelingen in de kunst van de kalligrafie en karaktervereenvoudiging nog in het verschiet lagen. 

### Moderne geschiedenis
Hoewel de meeste vereenvoudigde Chinese karakters die tegenwoordig worden gebruikt het resultaat zijn van de werken die door de regering van de Volksrepubliek China in de jaren vijftig en zestig werden opgedragen, dateert de vereenvoudiging van de tekens van vóór de formatie van de volksrepubliek in 1949. Een van de eerste voorstanders van vereenvoudiging van karakters was Lufei Kui, die in 1909 voorstelde om vereenvoudigde karakters te gebruiken in het onderwijs. In de jaren na de 4 Mei-beweging van 1919 in 1919 zochten veel anti-imperialistische Chinese intellectuelen naar manieren om China te moderniseren. In de jaren dertig en veertig vonden discussies over karaktervereenvoudiging plaats binnen de Kwomintang-regering, en veel Chinese intellectuelen en schrijvers hebben lang volgehouden dat karaktervereenvoudiging de geletterdheid in China zou helpen stimuleren. In veel wereldtalen wordt geletterdheid gepromoot als rechtvaardiging voor spellingshervormingen. De Volksrepubliek China publiceerde haar eerste ronde van officiële karaktervereenvoudigingen in twee documenten, het eerste in 1956 en het tweede in 1964. In de jaren vijftig en zestig, terwijl de verwarring over vereenvoudigde karakters nog steeds tierde, verschenen kort overgangskarakters die vereenvoudigde delen vermengden met nog te vereenvoudigen delen van karakters en verdwenen toen weer. Deze vereenvoudiging werd uitgevoerd door middel van de vermindering van het aantal componenten van een teken, de verwijdering van een aantal tekens uit de taal en de vervanging van verscheidene ingewikkelde tekens door één eenvoudig teken.
Overigens is deze vereenvoudigde spellingswijze alleen in de Volksrepubliek China en Singapore doorgevoerd. In Hongkong, op Taiwan en in Chinese gemeenschappen in het buitenland worden nog steeds de traditionele Chinese karakters gebruikt.
"Han-unificatie" was een poging van de auteurs van Unicode en de Universal Character Set om meerdere tekensets van de zogenaamde CJK-talen (Chinees/Japans/Koreaans) in een enkele set van verenigde tekens te coderen en was voltooid voor Unicode in 1991 (Unicode 1.0).

## Gebruik door andere talen

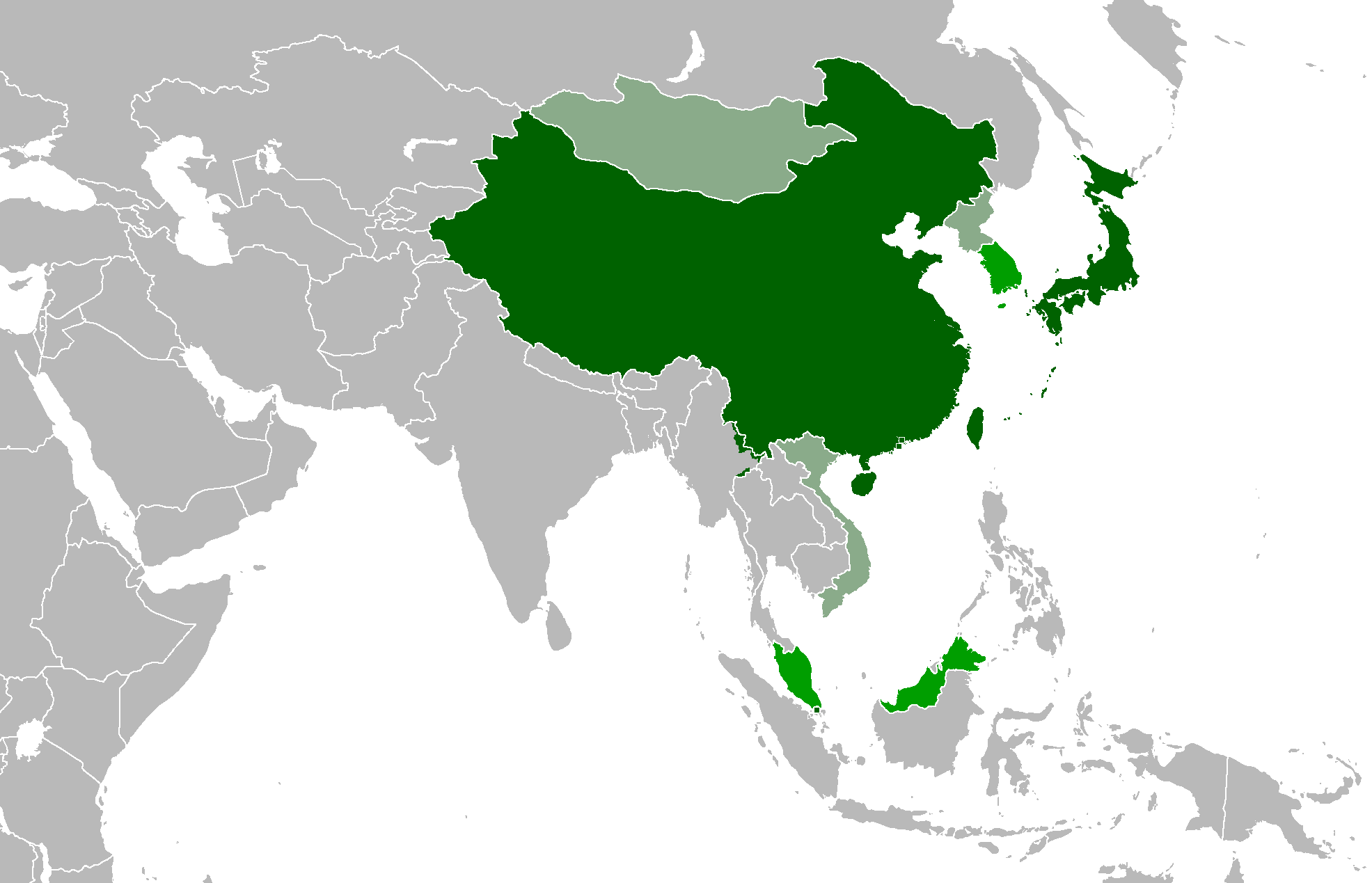
Huidige (donkergroen) en voormalige verspreiding (lichtgroen) van Chinese karakters.

Binnen de context van de Chinese taal vertegenwoordigen Chinese tekens (hanzi) over het algemeen woorden en morfemen in plaats van pure ideeën; het gebruik van Chinese tekens door de Japanse en Koreaanse talen (waar ze respectievelijk bekend staan als kanji en hanja) heeft echter tot enkele complicaties voor deze uitspraak geleid.
Veel Chinese woorden, samengesteld uit Chinese morfemen, werden samen met hun tekens geleend in het Japans en Koreaans; in dit geval werden de morfemen en tekens samen geleend. In andere gevallen werden echter tekens geleend om inheemse Japanse en Koreaanse morfemen te vertegenwoordigen, alleen op basis van de betekenis. Als gevolg hiervan kan een enkel teken uiteindelijk meerdere morfemen met een vergelijkbare betekenis vertegenwoordigen, maar met een verschillende oorsprong in verschillende talen. Hierdoor worden kanji en hanja soms beschreven als morfografische schrijfsystemen.
Ook het Vietnamees gebruikte vroeger het Chinese schrift. Chữ nôm of Nôm is een klassiek schrift voor het Vietnamees gebaseerd op het Chinese schrift. Gedurende meer dan een millennium is het het meest verspreide schrift voor het Vietnamees geweest.

## Complexiteit van het schrift
Er zijn in de loop der tijd zo'n 56.000 unieke Hanzi-tekens geïdentificeerd, maar een goed opgeleide, belezen Chinees kent er gemiddeld maar zo'n 7000. Om een Chinese krant te kunnen lezen dient men ongeveer 3000 karakters te kennen. Met een vocabulaire van zo'n 1500 tekens is de strekking nog te volgen. Volgens onderzoek beslaan de 3.500 meest gebruikte tekens vermeld in de "Lijst van Algemene Tekens van Modern Chinees" van de Volksrepubliek China 99,48% van een lijst met twee miljoen woorden. Wat traditionele Chinese tekens betreft, zijn er 4.808 karakters vermeld in de "Lijst van Standaardvormen van Gemeenschappelijke Nationale Tekens" door het Ministerie van Onderwijs van de Taiwan, terwijl er 4.759 vermeld worden door het Education and Manpower Bureau van Hongkong, die beide bedoeld zijn om geleerd te worden tijdens de lagere school en voortgezet onderwijs. Onderwijs na de basisschool bevat niet zoveel nieuwe karakters als nieuwe woorden, die meestal combinaties zijn van twee of meer reeds geleerde tekens.
Chinezen leren hun schrift van oudsher door elk nieuw karakter 100 keer te schrijven, maar het is moeilijk om het te onthouden. Een groot aantal Chinezen zal bijvoorbeeld ‘niezen’ (打喷嚏 dǎ pēn tì in het Chinees) niet kunnen schrijven, omdat ‘niezen’ een woord is dat vrijwel niet in geschreven taal voorkomt. Daar komt nog eens bij dat 喷 pēn 12 streepjes telt, 嚏 tì 17, en dat net de moeilijkste van de twee (嚏 tì) alleen voorkomt in verband met niezen (en juist over dat onderwerp bestaat niet veel documentatie).
De complexiteit van dit schrift zorgt ervoor dat veel mensen in de Volksrepubliek China en de overzeese gebiedsdelen waar de Chinese talen worden gesproken het niet goed beheersen. Volgens The World Factbook kan 14% van de Chinezen niet lezen of schrijven.

## Transliteratie
Hanzi kan ook worden getranslitereerd in het Latijns alfabet. Dit gebeurt door middel van een transliteratiesysteem, namelijk Hanyu pinyin. Hanyu pinyin werd in de jaren vijftig van de 20e eeuw door de Volksrepubliek China zelf ontwikkeld, in tegenstelling tot andere systemen om de Chinese taal in het Latijns alfabet weer te geven. Voorgangers van dit systeem zijn Wade-Giles en Yale.
Hanyu pinyin wordt ook geschreven als gewoon pinyin. Deze letters mag men niet op z'n Engels of Nederlands of welke taal dan ook uitspreken. Ze moeten op z'n Chinees uitgesproken worden. Voorbeelden:
- c = ts-klank
- z = dz-klank
- e = vergelijkbaar met '(e)u'

## Bekende Hanzi-kalligrafen
- Wang Shixiang (1914-2009)